# Alexis Bloom
Alexis Bloom (* in Johannesburg) ist eine südafrikanische Filmemacherin mit dem Schwerpunkt auf Dokumentationen.

## Leben
Seit dem Jahr 2001 arbeitet Bloom in den Vereinigten Staaten. Sie war zunächst journalistisch tätig, außerdem war sie als Produzentin an Formate wie Public-Broadcasting-Service-Frontline beteiligt. Seit 2011 ist sie als Regisseurin tätig, zunächst für das Fernsehen, seit 2018 mit eigenen Dokumentationen. Für ihre Arbeit war sie bislang drei Mal für den Emmy nominiert, 2014 wurde sie mit einem Producers Guild of America Award ausgezeichnet. Hinzu kommen zwei Nominierungen bei den Internationalen Filmfestspiele von Cannes. Sie arbeitet häufig mit Alex Gibney zusammen.
Mit dem Dokumentarfilm The Bibi Files, der 2024 veröffentlicht wurde, geht sie den Korruptionsvorwürfen gegen Benjamin Netanjahu nach und zeigt u. a. Videos der Vernehmungen Netanyahus durch die Polizei.
Sie ist seit 2017 mit Fisher Stevens verheiratet und ist Mutter zweier Kinder.

## Filmografie (Auswahl)
- 2013: We Steal Secrets: Die WikiLeaks Geschichte (We Steal Secrets: The Story of WikiLeaks, Produktion)
- 2016: Bright Lights: Starring Carrie Fisher and Debbie Reynold (Co-Regie, Produktion)
- 2018: Sex, Trump & Fox News (Divide and Conquer: The Story of Roger Ailes, auch Regie)
- 2023: Catching Fire: The Story of Anita Pallenberg
- 2024: The Bibi Files – Die Akte Netanjahu